# 琴慈
琴慈（ことじ、6月9日 - ）は、日本の漫画家、イラストレーター、同人作家。女性。O型。熊本県出身。

## 来歴
高校生時に『月刊Gファンタジー』（エニックス出版局）（現スクウェア・エニックス）でデビュー。当時の名前は本名を使用しているため、今では明かされていない。
しばらく同出版局の雑誌で一般向け読み切り漫画を描いていたが、趣味・同人活動としての執筆に変化し商業活動を休止する。
後にスカウトされ成人向け漫画・イラストの執筆、さらにその後一般向け漫画・イラストの商業活動を再開した。

## 作品リスト

### 漫画
一般向け
- 『旭お嬢様と嘉島くん』 COMICすもも連載・双葉社〈アクションコミックス〉、全2巻
  1. 2012年10月12日発売[3]、ISBN 978-4-575-84143-5
  2. 2013年8月10日発売[4]、ISBN 978-4-575-84271-5
- 『のうりん プチ』 月刊ビッグガンガン連載・スクウェア・エニックス
ライトノベル『のうりん』（白鳥士郎）を原作としたスピンオフコミック。
- 『ミラクル♪ミク』 ぷっちぐみ連載・小学館
幼児向けの初音ミクスピンオフコミック。ことさん名義で連載。
- 『あんハピ♪』 まんがタイムきららフォワード連載・芳文社
- 『精霊さまの難儀な日常』 まんがタイムきららキャラット連載・芳文社[5]

成人向け
- 『聖なる鈴の啼くセカイ』 キルタイムコミュニケーション〈二次元ドリームマガジン〉、2012年5月18日発売[6]、ISBN 978-4-7992-0253-1

### イラスト
- 電撃萌王2008年6月号「大人の萌王」（カラーイラスト）
- 萌え萌え三国志辞典（周瑜の美少女化カラーイラスト）
- 電撃萌王2009年8月号「大人の萌王」（美少女カラーイラスト）
- Pフラートvol.2（カラーイラスト1枚）
- 世界サモナー組合（カードゲーム用カラーイラスト）
- バクマツ☆維新伝（2010年夏コミ企業出展本にゲストカラーイラスト）
- 剣と魔法と学園モノ。3D（冊子用ゲストカラーイラスト）
- 魔法少女まどか☆マギカ the illustrated book（カラーイラスト）
- ハナヤマタ アンソロジーコミック1（カバー裏用カラーイラスト）
- まんがタイムきららアソビ2013（「あんハピ♪」イラスト）
- まんがタイムきららアソビ2014（「あんハピ♪」イラスト）
- ご注文はうさぎですか?（アニメ再放送9羽目エンドカード）
- がっこうぐらし!（TVアニメ化記念、公式応援イラスト企画カラーイラスト）
- 三者三葉（アニメ第2話エンドカード）
- あんハピ♪（アニメ第12話エンドカード）

### ゲーム
- きららファンタジア（キャラクターデザイン、監修）